# 内藤清行
内藤 清行（ないとう きよゆき）は、江戸時代中期の信濃国高遠藩の世嗣。官位は従五位下・若狭守。

## 略歴
元禄2年（1689年）、大身旗本・米津田賢の三男として誕生した。
元禄16年（1703年）、信濃高遠藩初代藩主・内藤清枚の養子・長頼が廃嫡されたため、代わって養子となる。宝永元年（1704年）、叙任される。
正徳3年（1713年）、家督を相続することなく早世した。代わって、清枚の長男・頼卿が世嗣となった。